# Sinularia gravis
Sinularia gravis is een zachte koraalsoort uit de familie Alcyoniidae. De koraalsoort komt uit het geslacht Sinularia. Sinularia gravis werd in 1970 voor het eerst wetenschappelijk beschreven door Tixier-Durivault. 